# Love Suite
Love Suite (Suite de amor) es el cuarto sencillo del segundo álbum de Blue System, "Body Heat". También el tema está incluido en la banda sonara de la película para la televisión "Rivalen der Rennbahn". Es publicado en 1989 por Hanseatic M.V. y distribuido por BMG. La letra, música, arreglos y producción pertenecen a Dieter Bohlen, La coproducción estuvo a cargo de Luis Rodríguez.

## Sencillos
7" Single Hansa 112 138, 1989
1. Love Suite (Remix '89)		3:17
2. Titanic 650604		3:27

12" Maxi Hansa 612 138, 1989
1. Love Suite (Remix '89)		5:30
2. Titanic 650604		3:27
3. Love Suite (Radio Version)		3:14

CD Single Hansa 662 138, 1989
1. Love Suite (Remix '89)		5:30
2. Titanic 650604		3:27
3. Love Suite (Radio Version)		3:14

## Listas
El sencillo permaneció 12 semanas en la lista alemana, desde el 17 de abril de 1989 hasta el 9 de julio de 1989. Alcanzó el nº14 como máxima posición.
| Lista (1989) | Máxima posición |
| ------------ | --------------- |
| Alemania     | 14              |

## Créditos
- Composición - Dieter Bohlen
- Productor, arreglos - Dieter Bohlen
- Coproductor - Luis Rodriguez
- Dirección de arte - M. Vormstein
- Fotografía - Esser & Strauss
- Diseño - Ariola-Studios